# Thursania ordenalis
Thursania ordenalis là một loài bướm đêm trong họ Noctuidae.